# Obeidia lugens
Obeidia lugens är en fjärilsart som beskrevs av Thierry-mieg 1915. Obeidia lugens ingår i släktet Obeidia och familjen mätare. Inga underarter finns listade i Catalogue of Life.